# دیل دیکی
دیل دیکی (انگلیسی: Dale Dickey؛ زادهٔ ۲۹ سپتامبر ۱۹۶۱) یک هنرپیشه اهل ایالات متحده آمریکا است.

## فیلم‌ها
- خروج ممنوع ۲۰۲۲
- آهنگ عشق۲۰۲۲
- مرد آهنی ۳
- پرنده سفید در یک کولاک
- زمستان استخوان‌سوز
- سفر گناه
- فلین بودن
- مدرک
- نام من ارل است
- برکینگ بد
- دومینو
- قول
- بچه جایگزین
- گریز بی‌نقص
- خون حقیقی
- تدی خرسه
- رگرسیون
- پدر هم‌خون
- سفر گناه
- سوپر ۸
- خط خون
- کاملاً مال خودمان